# 세르질 맥도날드
세르질 맥도날드(1984년 11월 20일 ~ )은 네덜란드의 축구 선수이다. 현재 벨기에의 KFC 릴소속이다.